# Insel (Kurzfilm)
Insel ist ein sowjetischer animierter Kurzfilm von Fjodor Chitruk aus dem Jahr 1973.

## Handlung
Auf einer kleinen Insel ist ein Mann gestrandet. Er wartet auf seine Rettung, versucht sich jedoch vergeblich den zahlreichen Personen- und Transportschiffen bemerkbar zu machen. Hin und wieder wird er von einem U-Boot entdeckt, das ihn jedoch ebenfalls nicht retten will. Selbst, als er auf die Palme klettert, die auf seiner Insel wächst, wird er nicht gesehen.
Nach einer Weile kommen Schiffe bei ihm an. Er wird von Touristen fotografiert, bei der Fahndung nach Kunstdieben zunächst verdächtigt und befragt, jedoch wieder auf der Insel abgesetzt, als sich der wahre Schuldige findet, er wird wissenschaftlich untersucht, doch stets allein auf der Insel zurückgelassen. Nach einer Weile kommen zwei Männer auf die Insel, fällen die Palme und befeuern mit dem Holz ihr Schiff, das ohne den Gestrandeten weiterfährt. Soldaten errichten anstelle der Palme wenig später einen Fahnenmast mit Fahne. Schließlich erscheint ein Ölbohrschiff, das in der Mitte der Insel ein Ölloch bohrt. Als es sich als ergiebig erweist, umdrängen die Insel bereits wenig später zahlreiche Schiffe, die das Öl abpumpen. Der Mann harrt auf den Pumpen der Dinge, die da kommen mögen. Als das Öl abgepumpt ist, hinterlassen die Schiffe neben einer großen Öllache um die Insel nur Schrott. Der Mann resigniert. Plötzlich schwimmt, einen Ast als Hilfe nutzend, ein anderer Mann an ihm vorbei. Er lädt ihn ein, mit ihm weiterzuschwimmen, und gemeinsam verschwinden sie langsam in der Ferne.

## Produktion
Insel entstand 1973. Der handgezeichnete Film wurde von einem Lied unterlegt, das Elena Tschepoj sang. Im Jahr 2002 wurde der Film mit englischen Untertiteln auf der DVD Masters of Russian Animation veröffentlicht.
Kritiker nannten den Insel eine „philosophische Parabel über die Einsamkeit eines Mannes in der modernen Gesellschaft“ bzw. eine „harte Kritik an kapitalistischen Werten“.

## Auszeichnungen
Insel wurde auf den Internationalen Filmfestspielen von Cannes 1974 mit der Goldenen Palme in der Kategorie „Bester Kurzfilm“ ausgezeichnet. Auf dem Krakowski Festiwal Filmowy erhielt Insel 1974 den Goldenen Drachen.